# Allocosa fasciiventris
Allocosa fasciiventris là một loài nhện trong họ wolfspinnen (Lycosidae).
Loài này thuộc chi Allocosa. Allocosa fasciiventris được Jean-Marie Léon Dufour miêu tả năm 1835.